# Bangladeschische Badmintonmeisterschaft 1990
Die Bangladeschische Badmintonmeisterschaft 1990 war die 15. Austragung der nationalen Titelkämpfe im Badminton in Bangladesch.

## Sieger und Finalisten
| Disziplin    | Gold                                          | Silber                                 |
| ------------ | --------------------------------------------- | -------------------------------------- |
| Herreneinzel | Shekh Abul Hashem (BRTC)                      | Jobaedur Rahman Rana (BRTC)            |
| Dameneinzel  | Alina Begum (Biman)                           | Shamima Sultana Mita (Biman)           |
| Herrendoppel | Shekh Abul Hashem Jobaedur Rahman Rana (BRTC) | A. N. Azad Bablu Mahbubur Rob (BRTC)   |
| Damendoppel  | Mita Alina Begum (Biman)                      | Kamrun Nahar Dana Rokeya Beg (BRTC)    |
| Mixed        | Shekh Abul Hashem Kamrun Nahar Dana (BRTC)    | Jobaedur Rahman Rana Rokeya Beg (BRTC) |